# Покерфейс (сериал)
«Покерфейс» (англ. Poker Face) — американский сериал, созданный Райаном Джонсоном для стримингового сервиса Peacock. Проект выполнен в жанре детективной драмеди. Исполнительным продюсером и исполнительницей главной роли стала Наташа Лионн. Премьера первого сезона состоялась 26 января 2023 года, позже шоу было продлено на второй сезон, который вышел в мае 2025 года.

## Сюжет
Каждый эпизод сериала выполнен в формате перевёрнутого детектива, ставшего популярным благодаря сериалу «Коломбо» — в начале эпизода зрителю демонстрируют сцену преступления и преступника, а затем ему остаётся наблюдать, как действующий персонаж распутывает дело.
Чарли Кейл обладает необычным даром — она способна по виду человека определять, говорит ли он в этот момент правду. По стечению обстоятельств она расследует убийство своей подруги, работавшей вместе с ней в казино. Кейт узнает, что в убийстве замешан сын владельца казино Стерлинг Фрост-младший. Она добивается от него признания и распространяет его в среде профессиональных игроков. Фрост-младший, понимая, что его репутация разрушена, а более того, об этой афере узнает его отец и чрезвычайно влиятельный человек Стерлинг Фрост, кончает жизнь самоубийством. Чарли Кейл, понимая, что теперь за ней будет организована охота, пускается в бега. Скрываясь от преследования, Чарли путешествует по стране на Plymouth Barracuda 1969 года и расследует преступления.

## В ролях
В главных ролях
- Наташа Лионн — Чарли Кейл, официантка в казино, имеющая способность всегда чувствовать ложь

Второстепенные роли
- Бенджамин Брэтт — Клифф Легранд, начальник службы безопасности казино
- Саймон Хелберг[4][5][6][7][8][9] — Лука Кларк, агент ФБР

Приглашенные актёры
- Эдриен Броуди — Стерлинг Фрост-младший, менеджер казино, где работает Чарли
- Дэша Поланко — Натали Хилл, подруга Чарли, горничная в казино
- Ной Сеган — Паркер, шериф Лафлина, штат Невада
- Рон Перлман[10] — Стерлинг Фрост-старший, отец Фроста
- Колтон Райан — Джед, механик
- Брэндон Майкл Холл — Дэмиан, работник ресторана «Subway»
- Джон Ратценбергер — Эйб, дядя и начальник Джеда
- Хонг Чау — Мардж, дальнобойщица
- Меган Сури — Сара, продавец в магазине, в которую влюблены Джед и Дэмиан
- Челси Фрей — Дана, официантка в закусочной
- Лил Рел Хауэри — Тэффи Бойл, брат Джорджа, совладелец ресторана барбекю «Taffy’s» в Техасе
- Ларри Браун — Джордж Бойл, брат Тэффи, совладелец и шеф-повар ресторана «Taffy’s»
- Даниэль Макдональд — Мэнди Бойл, жена Джорджа
- Шейн Пол Макги — Остин / Хэнки Ти Пикинс, диджей на радиостанции
- Хлоя Севиньи — Руби Руин, фронтвумен группы Doxxxology, утратившей былую популярность
- Николас Чирилло — Гэвин, новый барабанщик и поклонник Doxxxology
- Чак Купер — Второзаконие, тур-менеджер Doxxxology
- Джон Дарниэль — Эл, гитарист Doxxxology
- Джи Кей Уме — Эски, басист Doxxxology
- Джудит Лайт[11] — Ирэн Смотерс, житель дома престарелых, лучшая подруга Джойс
- Эс Эпата Меркерсон[11] — Джойс Харрис, житель дома престарелых, лучшая подруга Ирэн
- Кей Кэллан — Бетти, житель дома престарелых Джойс и Ирэн
- Рид Бирни — Бен / Гэбриэл, новый житель дома престарелых, связанный с прошлым Джойс и Ирэн
- Эллен Баркин[12] — Кэтлин Таунсэнд, актриса, возрождающая карьеру
- Тим Медоуз — Майкл Грэйвс, бывший актёр, находящийся в напряжённых отношениях с Кэтлин
- Одри Корса — Ребекка, молодая актриса в пьесе Кэтлин
- Джамила Джамил — Ава, молодая богатая жена Майкла
- Тим Блейк Нельсон[10] — Кит Оуэнс, гонщик-чемпион
- Чарльз Мелтон[10] — Дэвис Макдауэлл, молодой гонщик, соперник Кита
- Лесли Сильва — Донна Оуэнс, жена Кита
- Энджел Десаи — Джин Макдауэлл, мать Дэвиса
- Жасмин Айяна Гарвин — Кэти Оуэнс, дочь Оуэнса
- Джек Олкотт — Рэнди, друг Дэвиса
- Ник Нолти[10] — Артур Липтин, соучредитель «LAM», компании по визуальным эффектам
- Черри Джонс — Лора, соучредитель «LAM»
- Тим Расс — Макс, муж Лоры, соучредитель «LAM»
- Луис Гусман — Рауль, работник архива «LAM»
- Роуэн Бланшар — Лили Альберн, актриса первого фильма «LAM», утонувшая в аквариуме
- Джозеф Гордон-Левитт — Трэй Нельсон, богач под домашним арестом
- Дэвид Кастанеда — Джимми Сильва, друг Трэя, хозяин гостиницы
- Стефани Сюй — Мортимер «Морти» Бернштейн, бродяга и карманница
- Клеа Дюваль — Эмили Кейл, сестра Чарли
- Рея Перлман — Беатрикс Хасп, владелица казино «Frost Sr.»

## Список серий
| Сезон | Серии | Серии | Даты показа    | Даты показа     |
| Сезон | Серии | Серии | Первая серия   | Последняя серия |
| ----- | ----- | ----- | -------------- | --------------- |
| 1     | 10    | 10    | 26 января 2023 | 9 марта 2023    |
| 2     | 12    | 12    | 8 мая 2025     | 10 июля 2025    |

### Сезон 1 (2023)
| № | Название                                            | Режиссёр           | Автор сценария                                            | Дата премьеры   |
| --- | --------------------------------------------------- | ------------------ | --------------------------------------------------------- | --------------- |
| 1 | «Dead Man’s Hand» «Рука мертвеца»                   | Райан Джонсон      | Райан Джонсон                                             | 26 января 2023  |
| Чарли Кейл работает официанткой в невадском казино влиятельного человека Стерлинга Фроста. Она становится свидетельницей загадочного убийства своей подруги и коллеги и использует свой дар различать в людях ложь для расследования. Узнав, что организатором убийства оказался покончивший собой сын владельца Стерлинг Фрост-младший, Чарли пускается в бега, спасая свою жизнь от людей Фроста. |                                                     |                    |                                                           |                 |
| 2 | «The Night Shift» «Ночная смена»                    | Райан Джонсон      | Элис Джу                                                  | 26 января 2023  |
| Под Альбукерке раненная Чарли знакомится с нелюдимой дальнобойщицей Мардж, занимающейся нелегальными перевозками. Ту обвиняют в убийстве продавца придорожного кафе, а у Чарли всего четыре часа, чтобы найти настоящего убийцу. |                                                     |                    |                                                           |                 |
| 3 | «The Stall» «Томление»                              | Иэйн Б. Макдональд | Уайатт Кейн                                               | 26 января 2023  |
| Дорога приводит Чарли в Техас к мясному ресторану «Барбекю Бойлов». Один из совладельцев ресторана обнаружен мёртвым, и всё указывает на то, что он покончил жизнь самоубийством. Однако Чарли, применив новые знания из секретов приготовления барбекю, доказывает, что на самом деле его убил собственный брат. |                                                     |                    |                                                           |                 |
| 4 | «Rest in Metal» «Покойся с металлом»                | Тиффани Джонсон    | Кристин Бойлэн                                            | 26 января 2023  |
| Солистка метал-группы Doxxxology Руби Руин, знаменитой только одной песней и давно вышедшей в тираж, отправляется в турне на разогрев другой группы. Ей приходится нанять сессионного барабанщика и Чарли Кейл на поддержку. В пути выясняется, что у барабанщика есть талант и потенциальный хит. Члены группы, которые не получают никаких процентов со своего единственного хита (автором была поссорившаяся с ними барабанщица), решают убить барабанщика, подстроив всё под несчастный случай, чтобы завладеть правами на песню. Чарли, оказавшись рядом, расстраивает их планы и счастливо избегает людей Стерлинга Фроста. |                                                     |                    |                                                           |                 |
| 5 | «Time of the Monkey» «Время обезьяны»               | Лаки Макки         | Уэйт Кейн и Чарли Пепперс                                 | 2 февраля 2023  |
| Чарли работает разнорабочим в доме для престарелых. Она знакомится с бывшими активистками Ирен и Джойс, готовившими в 1970-х террористический акт, но их замысел был сорван их возлюбленным Габриэлем, сдавшим всю группу ФБР. Спустя много лет Габриэль, находящийся под защитой ФБР в программе по защите свидетелей, поселяется в доме престарелых и просит у бывших возлюбленных прощения. Однако те не собираются прощать его и устраивают хитроумное убийство с использованием кардиобраслетов. Чарли, узнав настоящую историю Ирен и Джойс, помогает ФБР раскрыть это дело.                                                |                                                     |                    |                                                           |                 |
| 6 | «Exit Stage Right» «Покинуть сцену и умереть»       | Бен Синклер        | Крис Дауни                                                | 9 февраля 2023  |
| Постаревшие актёры ситкома Кэтлин и Майкл устраивают спектакль «Призраки Пенсаколы». На людях они не выносят друг друга, но на самом деле они задумали убить на спектакле богатую жену Майкла Аву с целью завладеть её деньгами. Ава гибнет в подстроенном несчастном случае согласно плану, однако недавно нанятая официантка Чарли обнаруживает множество нестыковок и раскрывает их замысел. |                                                     |                    |                                                           |                 |
| 7 | «The Future of the Sport» «Будущее спорта»          | Иэн Макдональд     | Сюжет : Джо Лоусон и К.С. Фишер Телесценарий : Джо Лоусон | 16 февраля 2023 |
| Соперничество в автогонках между стареющим Китом Оунсом и молодым Девисом Макдауллом переходит на новый уровень, когда Кит пытается испортить машину Девиса перед важным заездом. Девис обнаруживает это, но подстраивает всё так, что за рулём его машины оказалась подающая надежды в автоспорте дочь Кита, которая терпит аварию. Кит публично раскаивается в содеянном, но у новой сотрудницы картодрома Чарли возникает много вопросов. Она не может доказать вину Девиса перед властями, но оставляет того с чувством, что тот рано или поздно проиграет дочери Кита.                                                       |                                                     |                    |                                                           |                 |
| 8 | «The Orpheus Syndrome» «Синдром Орфея»              | Наташа Лионн       | Наташа Лионн и Элис Джу                                   | 23 февраля 2023 |
| Чарли поступает на работу помощницей к отошедшему от дел специалисту по кинематографическим эффектам. Она помогает ему распутать старое дело, в котором по трагической случайности погибла молодая актриса. На деле же выясняется, актриса погибла в результате действий совладелицы студии. Чтобы скрыть правду много лет спустя, совладелица отравляет своих компаньонов и пытается изъять компрометирующие её материалы, но Чарли находит плёнку с доказательством и демонстриует её всем. |                                                     |                    |                                                           |                 |
| 9 | «Escape from Shit Mountain» «Побег с чёртовой горы» | Райан Джонсон      | Нора Цуккерман и Лилла Цуккерман                          | 2 марта 2023    |
| Чарли приходит в себя в горном мотеле после того, как её сбили на дороге во время бурана. Вместе с ней в пустующем мотеле оказываются ещё три человека, и один из них не только является виновником аварии, но и убийства, произошедшего десять лет назад. |                                                     |                    |                                                           |                 |
| 10 | «The Hook» «Крючок»                                 | Яница Браво        | Райан Джонсон                                             | 9 марта 2023    |
| Спустя год поисков Чарли наконец выслеживает подручный Стерлинга Фроста Клиф и доставляет её в казино Атлантик-Сити. Вопреки опасениям Чарли, Фрост не собирается убивать её, а предлагает ей использовать её дар на встрече с пятью кланами дельцов, занимающихся игорным бизнесом. На встрече неожиданно Фроста убивают, и все подозрения падают на Чарли. Она спасается бегством, и благодаря связям в ФБР ей удаётся доказать свою невиновность. Тем не менее, теперь её преследуют лидеры пяти кланов игорного бизнеса, и ей снова приходится пуститься в бега.                                                              |                                                     |                    |                                                           |                 |

### Сезон 2 (2025)
| №  | Название                                             | Режиссёр      | Автор сценария          | Дата премьеры |
| -- | ---------------------------------------------------- | ------------- | ----------------------- | ------------- |
| 11 | «The Game Is a Foot» «Игра начинается»               | Райан Джонсон | Лора Дили               | 8 мая 2025    |
| 12 | «Last Looks» «Последний взгляд»                      | Наташа Лионн  | Элис Джу и Наташа Лионн | 8 мая 2025    |
| 13 | «Whack-A-Mole» «Убей крота»                          | Мигель Артета | Уайатт Кейн             | 8 мая 2025    |
| 14 | «The Taste of Human Blood» «Вкус человеческой крови» | Неизвестно    | Уайатт Кейн             | 15 мая 2025   |
| 15 | «Hometown Hero» «Герой родного города»               | Неизвестно    | Тони Тост               | 22 мая 2025   |
| 16 | «Sloppy Joseph» «Небрежный Джозеф»                   | Неизвестно    | Кейт Тулин              | 29 мая 2025   |
| 17 | «One Last Job» «Последняя работёнка»                 | Неизвестно    | Таофик Колейд           | 5 июня 2025   |
| 18 | «The Sleazy Georgian» «Захудалый грузин»             | Неизвестно    | Меган Амрам             | 12 июня 2025  |
| 19 | «A New Lease On Death» «Новая аренда смерти»         | Неизвестно    | Ти Хо и Уайатт Кейн     | 19 июня 2025  |
| 20 | «The Big Pump» «Большая помпа»                       | Кли ДюВалль   | Рафи Кантор             | 26 июня 2025  |
| 21 | «Day of the Iguana» «День игуаны»                    | Неизвестно    | Эндрю Содроски          | 3 июля 2025   |
| 22 | «The End of the Road» «Конец пути»                   | Наташа Лионн  | Лора Дили               | 10 июля 2025  |

## Производство и премьера
Стриминговый сервис Peacock анонсировал сериал в марте 2021 года. «Покерфейс» позиционируется как детективная драмеди. Исполнительным продюсером и исполнительницей главной роли стала Наташа Лионн, режиссёром — Райан Джонсон. Сошоураннерами были назначены Нора и Лилла Цуккерман.
Съёмки проходили с апреля по октябрь 2022 года в американском штате Нью-Йорк. Один из эпизодов в августе 2022 года сняли в Альбукерке (Нью-Мексико). Премьера сериала состоялась 26 января 2023 года. В этот день вышли первые четыре эпизода, а остальные будут выходить еженедельно.
15 февраля 2023 года сериал был продлен на второй сезон.